# لبان منشاري
لبان منشاري أو بوسويلية منشارية (الاسم العلمي: Boswellia serrata) هو نوع من النباتات يتبع جنس اللبان من الفصيلة البخورية.
| النبات                     | المملكة                       |
| كاسيات البذور              | أطوار                         |
| ثنائيات الفلقة الحقيقية    | أطوار                         |
| وردانيات                   | شعبة                          |
| بذورية                     | عائلة                         |
| لبان                       | جنس                           |
| منشارية                    | صنف                           |
| العالمان تريانا وللبلانشون | الاسم العلمي:-اللبان المنشاري |

## الاستعمالات الطبية
في الطبّ الهندي القديم، تم استعمال اللبان الهنديّ لمئات السنين في علاج التهاب المفاصل. مستخلصات من اللبان المنشارية تم دراستها سريرًا لالتهاب المفصل التنكسي ودراسة تأثيرها على وظيفة المفاصل، خاصةً التهاب المفصل التنكسي للركبة؛ فقد أظهرت الدراسات تحسن طفيف للألم ووظيفة المفصل عند مقارنته مع العلاج الوهميّ (أي من غير علاج).
للبان تأثيرات ايجابية في علاج الأمراض الالتهابية المزمنة -حسبَ ما وردَ في الأبحاث- بما في ذلك التهاب المفاصل الروماتويدي والربو والتهاب المفصل التنكسيّ والتهاب القولون التقرحيّ وداء كرون أو التهاب الأمعاء الناحي. البعض يرى اللبان المنشريّة كبديل واعد لمضادات الالتهابات الغيرستيرودية، وهذا يتطلب المزيد من الدراسات الدوائيّة والتجارب السريريّة. 
تم استعمال اللبان المنشري مؤخرا في مرهم معد الاستخدامات الموضعيّة في تركيبة تنتظر تسجيلها كبراءة اختراع كجلّ لتخفيف الألم. اللبان المنشري يدخل في صناعة مستحضر ضدّ التجاعيد  باسم «بوسويلوكس» والذي تمّ انتقادهبأنه غير فعّال.
«البوسويليك أسيد» والعديد منالأحماض التيربينية خماسية الحلقات. يعدّ حمض 11-كيتو-بيتا حامض البوسويليك واسيتل 11-كيتو-بيتا حامض البوسويليك أهم المكونات الرئيسية في اللبان المنشاريّة. 